# Медаль за влучну стрільбу (США)

Стрічка медалі за влучну стрільбу з гвинтівки. ВМС

Стрічка медалі за влучну стрільбу з пістолета. ВМС

Стрічка медалі за влучну стрільбу з гвинтівки. Берегова охорона

Стрічка медалі за влучну стрільбу з пістолета. Берегова охорона

Медаль за влучну стрільбу (США) (англ. Marksmanship Medal) — військова відзнака, медаль для заохочення військовослужбовців Військово-морських сил та Берегової охорони, хто досяг значних успіхів у вогневій підготовці — у кваліфікаційній стрільбі з гвинтівки та пістолета.

## Зміст
Медаль за влучну стрільбу є вищою кваліфікаційною нагородою у ВМС та в Береговій охороні США. Відзнака дорівнює Знаку експерта влучної стрільби в армії та в Корпусі морської піхоти США. Крім цього, формування національної гвардії певних штатів мають власні відзнаки для заохочення тих, хто влучно стріляє, і здобув високих результатів на змаганнях у штатах.
Медаллю за влучну стрільбу нагороджуються стрільці за результатами змагань зі стрільби з пістолетів Beretta M9 набоями 9×19 мм (для флоту або Берегової охорони), SIG Sauer P229 набоями .40 S&W (тільки Берегова охорона); для стрільби з гвинтівки використовується M16.